# Двойна примка
„Двойна примка“ е български 3-сериен телевизионен игрален филм (криминален) от 1986 година на режисьора Христо Христов, по сценарий на Христо Христов и Светослав Славчев. Оператор е Атанас Тасев. Музиката във филма е композирана от Виктор Чучков. Художник на филма е Йорданка Пейчева.
Филмът е създаден по романа „Примката на харпиите“ от Светослав Славчев.

## Серии
- 1. серия – 55 минути
- 2. серия – 52 минути
- 3. серия – 51 минути [1].

## Сюжет
В скандинавска държава при съмнителна катастрофа е загинал български лекар. За да разследва инцидента от България пристига следователят Дебърски, който установява, че пътното произшествие е инсценировка и вероятно се касае за предумишлено убийство. Става ясно, че починалият е бил на прага на важно медицинско откритие, представляващо сериозен интерес за голям фармацевтичен концерн.

## Излъчване
Филмът /3 серии/ е излъчен през 1987 г. в рубриката „Студио Х“ на Българската телевизия.

## Актьорски състав
| Роля                                         | Изпълнител          |
| -------------------------------------------- | ------------------- |
| следователят д-р Дебърски                    | Николай Бинев       |
| Катя Дангалакова, сътрудничка на д-р Манолов | Пламена Гетова      |
| д-р Нилсен                                   | Гюнтер Науман       |
|                                              | Лиляна Ковачева     |
|                                              | Клаус Герке         |
|                                              | Маргарита Кондакова |
|                                              | Ангел Стоянов       |
|                                              | Харалампи Аничкин   |
|                                              | Юлиан Маринов       |
|                                              | Ирис Бонау          |